# Giovanni Bovi Campeggi
Giovanni Bovi Campeggi (Bologna, 11 novembre 1839 – Monterotondo, 25 ottobre 1867) è stato un patriota italiano.
Figlio di Paolo Bovi Campeggi e Matilde Borghesi, nel 1860 partì per l'Italia meridionale con la spedizione di Enrico Cosenz, poi passò come semplice bersagliere nel battaglione di Pilade Bronzetti. Ferito a Castel Morrone e portato prigioniero a Gaeta, fu liberato dalle truppe di Enrico Cialdini.
Nel 1866, fu a Genova come pilota sulla nave "Anita Garibaldi", guidata dal capitano G. B. Razzetto. Dopo Genova andò a Como come volontario nel 1º battaglione Cacciatori delle Alpi composto dai carabinieri genovesi. Si batté varie volte, a Caffaro e a Vezza.
Ritornato a Bologna, scontento per l'esito della guerra, ripartì alle prime voci di arruolamento per la campagna dell'Agro romano. Rimase ucciso a Monterotondo da una pallottola nemica. Venne sepolto nella chiesa di S. Rocco.